# Sætningsemne
Et sætningsemne er en ordforbindelse, der mangler personbøjet udsagnsord, men som alligevel er meningsgivende. Der er således tale om en sætningstype, der grammatisk set er ufuldstændig (og dermed slet ikke en sætningstype), men som semantisk udtrykker noget forståeligt. Et eksempel er uvedkommende færdsel ikke tilladt.
Begrebet sætningsemne er mest relevant, hvor ordforbindelsens mangel på personbøjet udsagnsord er påfaldende, og hvor det er gennemskueligt, hvorledes ordforbindelsen kan gøres fuldstændig. I de fleste sådanne tilfælde indeholder sætningsemnet mere end ét grammatisk led, hvoraf det ene ofte er grundled. I ovennævnte eksempel indgår to led, nemlig grundled ("uvedkommende færdsel") og omsagnsled til grundled ("ikke tilladt"). Sætningsemnet kan let gøres fuldstændigt ved at indsætte ordet "er" mellem de to led.

## Forekomst
Mange ordsprog og faste vendinger er sætningsemner, f.eks. ingen roser uden torne og bedre sent end aldrig (i modsætning til sætningerne der findes ingen roser uden torne og sent er bedre end aldrig, der begge indeholder personbøjet udsagnsord). Ligeledes optræder sætningsemner hyppigt som titler, overskrifter og slogans, f.eks. Mand bidt af hund,  Gintberg på kanten og Billedbladet – Danmarks royale ugeblad. På dansk bruges sætningsemner også i kommandoer med rumligt indhold, f.eks. ned fra det træ! eller ud med dig!
Sætningsemner bruges desuden som poetisk virkemiddel, særligt inden for haikudigtning.